# 大岡川 (徳島県)
大岡川（おおおかがわ）は、徳島県徳島市の川で、吉野川水系に属す助任川の支流である。
別名興源寺川（こうげんじがわ）。あるいは、中流にある水門より上流を興源寺川、下流を大岡川と呼ぶ。

## 地理
徳島市中心街の北方、吉野川と、南へ分流した新町川からさらに分流した助任川との間の興源寺付近に水源がある。東進したのち「つ」の字を描くように向きを変える。南東へ流れる助任川に、東から合流する。
この寺が「興源寺川」の名の由来である。なお「大岡」は助任本町のうち興源寺川（助任小橋）より北（現 5～7丁目）の古い地名だが、現在もっぱら「大岡川」と呼ばれる下流とは近くない。
全域が徳島市で、通過する地区と町は
- 左岸: 渭北地区（下助任町・助任本町・東吉野町）・渭東地区（住吉）
- 右岸: 渭北地区（下助任町・助任本町・助任橋・北常三島町・中常三島町・南常三島町）

である。
源流は下助任町2丁目、春日神社前の道路の向かいにある。道の側溝を兼ねた暗渠が南から繋がっているが、古地図にはこの流れはなく、本来の興源寺川の一部ではないと思われる。
源流からは、左岸（北・下助任町）に興源寺を臨んで東進する（現在は興源寺境内より西まで上流が伸びている）。この付近は川幅の狭い3面コンクリート川である。助任小橋を越えたあと北東に向きを変え、興源寺川橋からは川幅を増し茅原を流れる（写真上参照）。南東、東と向きを変え、右岸（南・北常三島町）に徳島大学総合運動場・左岸（北・東吉野町）に大岡川排水機場を臨む水門に達する。
水門から上流が興源寺川、下流が大岡川とされる。「興源寺川が大岡川へ合流する」と表現されることもあるが、興源寺川とは別の「大岡川の上流」は存在せず、水門ができる前の古地図では一本の流れである。
水門のすぐ先で直角に曲がり南へ流れ、石垣に囲まれた幅広い川となる（写真下参照）。大岡川橋より下流の左岸（南東・住吉）には遊歩道として整備された大岡川さくら緑地があり、神明橋より下流は板敷きの松並木道になっている。助任川に合流する合流点右岸（北・南常三島町）には徳島大学常三島キャンパスがある。
興源寺川部分は渭北地区を流れているが、大岡川部分は右岸（北西）の渭東地区と左岸（南東）の渭東地区との境をなす。
数本の支流があり、助任小橋のすぐ下流で南西から右岸へ、渭北橋の下で北から左岸へ、小川が合流する。

## 環境
高度成長期以来、周辺の家庭からの生活排水が増え水質が悪化したが、水門より下流では、平成になってから下水道の整備により改善されている。水門の上流（興源寺川）はCODが20～35ppm、透視度が14～31cmと非常に悪いが、下流（大岡川）はCODが2ppm、透視度が50cm以上と良好である。

## 歴史
吉野川と助任川の間に防衛のために掘られた、人工の川である。
江戸初期には、舩入堀川が南常三島町付近で南東より右岸に合流していた。舩入堀川と興源寺川本流に囲まれた地域（現 南常三島町2～3丁目）は安宅・安宅島と呼ばれ、淡路水軍を司った安宅氏の屋敷や基地があった。しかしこれらは寛永年間（1624年～1645年）に南東の（現）安宅に移された。
明治半ばごろまでは今より川幅がずっと広く、助任小橋のあたりまで川舟が遡上できた。
昭和初期までは、現在の徳島市北部排水区常三島ポンプ場（水門のすぐ上流）で西から右岸に合流する支流があった。

## 主な橋
上流から。興源寺川橋より上流には、他にも多くの小さな橋がある。
| 橋         | 左岸         | 右岸        | 道路                     | 特記事項                                                                     |
| ---------- | ------------ | ----------- | ------------------------ | ---------------------------------------------------------------------------- |
|            | 下助任町2    | 下助任町2   |                          | 興源寺正門に通じる。                                                         |
| 助任小橋   | 助任本町3    | 助任本町4   | 助任本町                 | 江戸初期までに架かる。                                                       |
| 興源寺川橋 | 助任本町4・5 | 助任橋4     | 徳島県道39号徳島鳴門線   | ガソリンスタンドに通じる小橋が併設されている。                               |
| 渭北橋     | 東吉野町1    | 北常三島町2 | 国道11号                 | 興源寺川と支流の合流点に架かる。                                             |
|            | 東吉野町3    | 北常三島3   |                          | 水門の上を通り大岡排水機場と常三島ポンプ場を結ぶ。南側は公道に抜けられない。 |
| 大岡新橋   | 住吉4        | 中常三島3   | 都市計画道路常三島沖洲線 | 県道39号の東の続き。                                                         |
| 大岡川橋   | 住吉2        | 中常三島3   |                          |                                                                              |
| 神明橋     | 住吉1・2     | 南常三島3   |                          | 明治期に架かる。                                                             |

## 河岸の施設
上流から。
- 興源寺
- 徳島市民病院
- 徳島市北部排水区常三島ポンプ場
- 大岡排水機場
- 大岡川さくら緑地
- 藩政時代の松並木
- 徳島大学総合運動場
- 徳島大学常三島キャンパス